# 生物資源科学部
生物資源科学部（せいぶつしげんかがくぶ）は、大学の学部の一つ。
基本的には、従来あった農学部、水産学部、農獣医学部（日大）を改組して誕生した学部である。
したがって、教育・研究のために、農学部のように農場や演習林を保有し、実習に利用している。

## 生物資源科学部を持つ日本の大学
- 筑波大学（生物資源学類）
- 三重大学（生物資源学部）
- 島根大学
- 県立広島大学　庄原キャンパス
- 秋田県立大学
- 福井県立大学（生物資源学部）
- 日本大学